# Demokratisk förnyelse av Makedonien
Demokratisk förnyelse av Makedonien (makedonska: Демократска обнова на Македонија, ДОМ; Demokratska obnova na Makedonija, DOM) är ett politiskt parti i Nordmakedonien, bildat 1993 av Petar Gošev och andra avhoppare från Makedoniens socialdemokratiska union.
I parlamentsvalet den 5 juli 2006 fick partiet 17 364 röster (1,85 %), erövrade därigenom ett mandat och kunde bilda regering tillsammans med VRMO-LPM-koalitionen, Albanska demokratiska partiet (DPS), Nya Socialdemokratiska partiet (NSDP) och Partiet för europeisk framtid.
I valet den 1 juni 2008 ingick DOM i den segrande val-koalitionen För ett bättre Makedonien.